# Scaphochlamys sylvestris
Scaphochlamys sylvestris là một loài thực vật có hoa trong họ Gừng. Loài này được Henry Nicholas Ridley miêu tả khoa học đầu tiên năm 1893 dưới danh pháp Curcuma sylvestris. Năm 1950, Richard Eric Holttum chuyển nó sang chi Scaphochlamys.

## Mẫu định danh
Mẫu định danh: Ridley H.N. 2400 do Henry Nicholas Ridley (1855-1956) thu thập năm 1891 tại rừng ven sông Tahan, huyện Jerantut, bang Pahang. Mẫu lectotype lưu giữ tại Vườn Thực vật Hoàng gia tại Kew (K).

## Từ nguyên
Tính từ định danh sylvestris / silvestris (giống trung sylvestre / silvestre) có nghĩa là rừng, gắn liền với rừng, sinh sống trong rừng.

## Phân bố
Loài này có tại Vườn quốc gia Taman Negara, trong rừng ven sông Tahan và chi lưu của nó là sông Teku, thuộc huyện Jerantut, Khu bảo tồn rừng Gunung Aais, cũng thuộc huyện Jerantut và tại núi Tapis (Gunung Tapis) trong huyện Kuantan, tất cả đều thuộc bang Pahang, Malaysia. Ngoài ra, nó cũng được tìm thấy trong Khu bảo tồn rừng Hulu Telemong, huyện Hulu Terengganu, bang Terengganu, Malaysia.
Loài cây thảo thân rễ này được tìm thấy trong các rừng khộp (Dipterocarpaceae) vùng đất thấp và vùng đồi trên bán đảo Mã Lai, ở cao độ 91–457 m. Nó là loài to lớn nhất trong chi Scaphochlamys, cao tới 1 m. Nó được tìm thấy ở các dốc thấp trong các thung lũng, thường là trong các khoảng trống dưới các tán cây nhỏ với thảm thực vật mặt đất rất thưa thớt.

## Mô tả
Thân rễ dày ~6 mm khi khô, hầu không không có mùi thơm, thanh mảnh, bò lan xa, bẹ khô che phủ, phần lớn ngầm dưới đất. Khoảng cách giữa các chồi lá 3–5 cm. Chồi lá ngắn, thường 1 lá, ra cùng hoa, vài bẹ không phiến lá, dài 5–10 cm, dài nhát tới 14 cm, bao quanh cuống lá và cán hoa. Cuống lá thanh mảnh, dài 30–45 cm; bẹ dài khoảng 3 cm; các thùy lưỡi bẹ hơi nổi trên điểm gắn của bẹ; phiến lá dài 20–26 cm, rộng 10–12 cm, mỏng, hình trứng hẹp, nhọn thon rất ngắn, đáy thuôn tròn tới gần hình tim, mặt trên màu xanh lục, mặt dưới màu tía, lông trên gân giữa ở mặt dưới. Cán hoa dài 10–15 cm, thanh mảnh, cành hoa bông thóc từ hình nón ngược tới hình trứng hay hình elipxoit, dài 3,7–5 cm, rộng 2,5–3 cm, gồm nhiều lá bắc xếp lợp, hơi thô ráp. Lá bắc nhẵn nhụi, dài ~2,5 cm và rộng ~1,5 cm, màu hồng, hình trứng rộng tới hình elip, có sọc, đỉnh uốn ngược ra ngoài với ánh đỏ, có mấu nhọn, mép mỏng nhưng không nhăn, gập nếp gần như với nhau gần đỉnh, mỗi lá bắc đỡ ~3 hoa. Lá bắc con thứ nhất dài 1,8 cm, rộng 1 cm khi dẹt; lá bắc con thứ hai dài 1,4 cm, rộng 5 mm khi dẹt. Hoa thò ra ngắn, nhỏ, màu trắng tới vàng nhạt. Đài hoa với bầu nhụy dài 1,1 cm. Ống tràng dài 1,2 -2,5 cm, hơi ngắn hơn lá bắc, màu trắng, thanh mảnh; các thùy hẹp, thẳng nhọn, dài ~1,2 cm, màu trắng. Nhị lép dài như thùy tràng hoa nhưng rộng hơn, thuôn dài dạng lưỡi, đầu tù hay thuôn tròn, màu trắng. Cánh môi hơi dài hơn thùy tràng hoa, thuôn dài hình trứng ngược với đỉnh 2 thùy, đỉnh có khía răng cưa, các thùy thuôn tròn, màu trắng, dải giữa màu vàng, các sọc màu tím ở các thùy ở hai bên dải giữa. Chỉ nhị rộng. Bao phấn thuôn dài; các túi phấn thẳng, hẹp với đầu đáy rời nhọn ngắn; mô liên kết tạo thành mào rộng, uốn ngược, tù, màu tím sẫm. Phấn hoa màu vàng nhạt. Không thấy quả.